# Hiéroglyphe égyptien S11
Le collier ousekh, en hiéroglyphes égyptiens, est classifié dans la section S « Couronnes, vêtements, sceptres, etc. » de la liste de Gardiner ; il y est noté S11.

## Représentation
Il représente un collier ousekh (signifiant probablement « large » en égyptien). Il est translittéré wsḫ.

## Utilisation
| S11 | / | w | s | x · S11 |

| S11 | / | w | s | x · S11 |

C'est un phonogramme trilitère ou complément phonétique de valeur wsḫ.